# Omloop van Constantine
De Omloop van Constantine was een eendaagse wielerwedstrijd in en rond Constantine in Algerije die in 2015 en 2016 werd verreden. De wedstrijd maakte deel uit van de UCI Africa Tour, in de categorie 1.2. 

## Lijst van winnaars

### Overwinningen per land
| Overwinningen | Land             |
| ------------- | ---------------- |
| 1             | Algerije, Rwanda |

2005 · 
2006 · 
2007 · 
2008 · 
2009 · 
2010 · 
2011 · 
2012 · 
2013 ·
2014 · 
2015 ·
2016 ·
2017 ·
2018 ·
2019 ·
2020 ·
2021 ·
2022 ·
2023 ·
2024 ·
2025
Belangrijkste wedstrijden

Ronde van Burkina Faso · La Tropicale Amissa Bongo · Ronde van Kameroen · Ronde van Marokko · GP Chantal Biya · Ronde van Rwanda